# سعید یوسف‌زاده
سعید یوسف‌زاده (متولد ۲۵ دی ۱۳۶۵) بازیکن فوتبال اهل ایران است که در پست هافبک برای باشگاه فوتبال آلومینیوم در لیگ برتر خلیج فارس بازی می‌کند .

## زندگی‌نامه ورزشی
سعید یوسف‌زاده فوتبال خود را از تیم‌های پایهٔ ملوان شروع کرد و در حال حاضر نیز با همین تیم در لیگ برتر دوازدهم حضور دارد. سید جلال رافخایی یکی دیگر از بازیکنان ملوان پسرخالهٔ اوست که بعد از چند سال دوری در سال‌های گذشته، از لیگ یازدهم بار دیگر هر دو در ترکیب تیم ملوان به میدان می‌روند .